# Ye (grammatica inglese)
Ye (pronuncia moderna /jiː/, in origine /jeː/) è il pronome di seconda persona plurale dell'inglese antico, oggi considerato arcaico e quindi in disuso. Nell'inglese medio e nel primo inglese moderno è stato utilizzato per rivolgersi a una persona di pari posizione sociale o superiore. Dal momento che nell'inglese standard attuale la seconda persona singolare e la seconda persona plurale utilizzano lo stesso pronome (you), oggi è talvolta usato in Irlanda, nell'inglese irlandese, per evitare ambiguità con la forma you usata per il singolare.
Ye è talvolta usato per rappresentare una forma di primo inglese moderno della parola the (tradizionalmente pronunciato /ðiː/), come ad esempio in Ye Olde Shoppe. In questo modo di scrivere, la lettera "Y" è in realtà una thorn (þ), il predecessore del moderno digramma th: la parola the allora era pertanto scritta þe. Le macchine da stampa medievali non contenevano la lettera thorn, così fu sostituita dalla lettera "y" a causa della sua somiglianza con alcuni stili di scrittura medievali, soprattutto quelli più tardi. Questa ortografia ha talvolta indotto gli anglofoni attuali a pronunciare ye (nel senso di the) come /ji:/.

## Etimologia
In inglese antico la distinzione fra seconda persona singolare e seconda plurale era ancora del tutto vitale: thou era il pronome singolare (corrispondente all'italiano tu), e ye quello plurale (corrispondente all'italiano voi). Dopo la conquista normanna, che segna l'inizio dell'influenza lessicale del francese che caratterizza il medio inglese, thou è stato gradualmente sostituito dal plurale ye (a sua volta poi soppiantato dalla forma complemento you) come forma per rivolgersi a un superiore, analogamente al francese vous nella forma di cortesia, e più tardi per un pari. La pratica di distinguere fra pronome singolare e plurale con connotazione rispettivamente informale e formale è in inglese ampiamente dovuto all'influsso del francese: inizialmente fu abitudine chiamare i re e la nobiltà al plurale, ma in seguito questo uso si è generalizzato, come in francese, per rivolgersi a qualsiasi persona in posizione sociale superiore o anche a stranieri, considerandolo un comportamento più educato. Nel primo inglese moderno, ye era usato sia come plurale informale che come singolare formale. Ye è ancora comunemente usato come plurale informale nell'inglese irlandese.